# Georges Ier (roi de Géorgie)
Pour les articles homonymes, voir Georges Ier.
Georges Ier (en géorgien : გიორგი I, Guiorgui I ; 996/1006–16 août 1027) est le second roi du royaume unifié de Géorgie. Appartenant à la dynastie des Bagrations, il règne de 1014 à 1027.
Georges Ier, monté sur le trône alors qu'il est encore trop jeune pour égaler son père Bagrat III, doit tout d'abord essuyer une première défaite contre les nobles qui lui imposent le retour à l'indépendace de la Kakhétie. Mais bientôt, il réussit à reprendre des forces et étend sa puissance dans la région, avec de nombreux vassaux en Ciscaucasie et une véritable sphère d'influence (même si éphémère) en Arménie. Toutefois, l'Empire byzantin, avec lequel son père a déjà connu des premières tensions, se montre assez fort pour combattre dans un conflit enclenché par Georges sous le règne de Basile II, conflit qui dévaste tout le sud du pays pour annexer l'ancien « Royaume des Géorgiens », le Tao. Heureusement pour son héritage, Georges, grâce à une diplomatie astucieuse (alliance avec les Fatimides, etc.) préserve l'indépendance de son pays qui ne se vassalise guère et ne paie sous son règne aucun tribut.

## Biographie

### Les débuts
Guiorgui Bagrationi est né en 996 ou en 1006, probablement en Abkhazie ou en Ibérie (Géorgie occidentale), domaines de son père, Bagrat III, qui avait déjà commencé son œuvre d'unification des terres géorgiennes (projet qui ne s'achèvera officiellement qu'en 1010). De par celui-ci, Guiorgui est le petit-fils adoptif du grand David III le Curopalate, véritable architecte de l'unification géorgienne, mais aussi biologiquement de Gourgen Ier d'Ibérie, dernier titulaire de la distinction de Roi des Géorgiens. De ces deux paternités, Guiorgui se retrouve l'héritier d'une ancienne famille de la haute noblesse géorgienne, celle des Bagrations, qui régnait sur la majorité de la dizaine d'États géorgiens d'avant 1010.
Comme il a été dit plus haut, en cette année 1010, lorsque le monarque de Kakhétie et d'Héréthie Kviriké III fut finalement vaincu et ses domaines annexés après une guerre de deux ans, la Géorgie se retrouva enfin unifiée. Le père du jeune prince se retrouvait ainsi l'un des monarques les plus puissants du Caucase et en quelques années, réduisit à la vassalité l'émirat de Gandja et, selon les chartes géorgiennes, les terres arméniennes, de même que la totalité des tribus caucasiennes de Ciscaucasie. Toutefois, Bagrat III meurt quatre ans plus tard, le 7 mai 1014. Son fils unique et prince héritier, Guiorgui, alors tout juste âgé de 18 ans, est dès lors appelé au trône de Koutatissi.

### Perte de la Kakhétie
Le nouveau roi Georges Ier est donc bien peu expérimenté dans les affaires politiques, contrairement à son père, vu son jeune âge. En effet, à 18 ans, le monarque n'a pas acquis assez de connaissances sur le dossier complexe de la noblesse mais a déjà atteint un âge où on ne peut plus penser à un régent (ou, du moins, à un conseiller avec trop d'influence), si on ne veut pas finir comme un fantoche de quelque seigneur ne pensant qu'à ses alliés nobles. Pour cette raison, Georges ne peut empêcher la première crise de son règne de se produire avec la noblesse. Celle-ci, représentant l'ancienne haute classe géorgienne d'avant l'unification, décide de s'en prendre à la région la plus susceptible du royaume car l'ayant rejoint en dernier et dans de grandes difficultés : la Kakhétie.

La province historique de Kakhétie-Héréthie

Les aznaours (seigneurs), qualifiés de « perfides » par les Chroniques géorgiennes, qui vivaient dans de bonnes conditions lorsque la Kakhétie était un royaume indépendant et furent exilés en Géorgie occidentale par le roi Bagrat III en 1010, se révoltent contre le pouvoir du roi et l'unité du pays. De retour dans leur contrée, ils (leurs noms sont inconnus) capturent et prennent en otages les gouverneurs (eristavi, signifiant également « grand-duc ») locaux nommés par Koutatissi, réclamant le rétablissement d'une Kakhétie indépendante comme celle des années 580-1010. Le roi Georges Ier, pris au dépourvu, ne peut alors que se plier aux requêtes de la noblesse et, dans un accord qui ampute la Géorgie de plus d'un tiers de son territoire dès la première année du règne de Georges, reconnaît l'indépendance de la Kakhétie et libère l'ancien « Chorévêque » Kviriké III, qui prend le titre de « Roi de Kakhétie-Héréthie ». De son côté, le roi Georges Ier doit enlever le nom des peuples Ran et Kakh de l'ancienne titulature de son père, pour conserver le titre de « Roi des Abkhazes et Kartvels ».
Toutefois, on ne peut prétendre que Kviriké III se considère vraiment comme autre chose qu'un monarque géorgien. En effet, son peuple tout comme lui-même dépend toujours de l'Église orthodoxe géorgienne, avec uniquement un évêque de facto indépendant siégeant à Alaverdi. Contre toute source contraire, la langue géorgienne est toujours usitée par les Kakhs et politiquement, il se retrouve plus tard allié à Koutatissi contre deux ennemis communs : les Alains, vivant sur l'autre flanc du Grand Caucase, et les musulmans de Gandja, et ce dès le règne du successeur de Georges Ier, Bagrat IV. Alors pourquoi avoir privé un tiers des territoires d'un royaume dont Kviriké se considère comme allié et de même culture ? La véritable raison n'est pas connue. Toutefois, l'historien Nodar Assatiani proposa une théorie semblant expliquer l'affaire kakho-kartvel : soit le jeune roi géorgien avait passé un accord avec la noblesse de Kakhétie et profité de l'isolement diplomatique de la Kakhétie pour s'allier avec Alaverdi, soit la région géorgienne avait été donnée de plein gré à Kviriké III par Georges Ier, afin de ne pas subir une invasion et une dévastation par l'empire byzantin dans cette région. Dans ce second cas, l'histoire racontée par Marie-Félicité Brosset aurait été faussée, la source primaire du livre ayant été rédigée sous le règne de Tamar la Grande, sous forme de propagande pour ne pas discréditer l'image de son ancêtre.

### L'influence géorgienne dans le Caucase

Le Royaume de Géorgie avant la perte de la Kakhétie (1010-1014)

Quand en 1014 Bagrat III mourut, la Géorgie peut être qualifiée de « première puissance du Caucase ». En effet, peu nombreux sont les prétendants à ce titre. Au nord, la totalité des tribus nomades et des peuples pensant former des « pays » sont déjà tombés sous la suzeraineté du premier souverain de la Géorgie unifiée, même si certains (tels les Alains) échappent de facto à la juridiction de Koutatissi. À l'est, comme il a été dit plus haut, ni le royaume de Kakhétie-Héréthie, ni l'émirat de Gandja (qui continue alors à payer tribut) ne font face à la Géorgie et, alors qu'un est considéré comme allié, l'autre est vraiment vassal. Finalement, seul le royaume d'Arménie, au sud, avait la même puissance militaire que la Géorgie.
Gagik Ier Shahinshah régnait sur ledit royaume arménien depuis 989. Les chroniques arméniennes comme étrangères le qualifient de roi fort et puissant dans la région, alors au même titre que David le Curopalate. Toutefois, il mourut près de trente ans plus tard, en 1020, croyant laisser des domaines définitivement puissants à sa descendance. Toutefois, son fils aîné et successeur désigné, Hovhannès-Smbat III, ne se montre guère à la hauteur de son père, ce qui attise la colère de son cadet Achot, surnommé le Vaillant. Celui-ci se révolte et, sans trop utiliser les armes, réussit à se tailler un véritable petit royaume indépendant, dans le nord-est de l'Arménie en 1021. Le roi de Vaspourakan, Sénéqérim-Hovhannès, décide ingénieusement de se poser en arbitre des deux frères pour éviter un conflit civil dans la région qui pourrait par la suite inciter Byzance à intervenir. Mais là encore, rien de nouveau n'est proposé et il reste désormais la première personne en Arménie.
C'est alors qu'intervient Georges Ier. Le roi de Géorgie remplace Sénéqérim-Hovhannès et propose une véritable solution au problème. En tant qu'arbitre, il partage l'Arménie de Gagik Ier et donne la région d'Ani à Hovhannès-Smbat III, tandis qu'Achot reçoit les terres situées entre la Géorgie et le Califat abbasside. Toutefois, un simple incident brise l'accord. Aristakès Lastivertsi raconte qu'Achot est pris de colère quand il apprend que son frère, pour se reposer sur le chemin d'Ani, s'arrête une nuit à Chatik, dans les domaines du cadet. Achot envoie une délégation auprès de Georges Ier, qui décide de lui venir « en aide ». De suite, le monarque géorgien se rend jusqu'à Ani et, sans rencontrer de défense, prend la ville, la pille et la détruit. Par la suite, des nobles fidèles au successeur légitime de Gagik Ier changent de camp et livrent Hovhannès-Smbat à Georges, qui le libère en échange de plusieurs forteresses et de la vassalité d'Ani. La Géorgie se retrouve désormais en première position dans le Caucase. Toutefois, cela ne suffit pas à Georges. Il ne veut pas seulement un titre, mais aussi des terres. Apparemment, il s'est remis de la perte de la Géorgie orientale et est prêt à s'en prendre à un plus grand ennemi.

### Georges contre le Bulgarochtone
Georges Ier, encore jeune et fier de ses quelques exploits, décide de raviver les anciennes tensions entre sa nation et l'Empire byzantin, qui connaît des poussées impérialistes dans cette région du Caucase depuis au moins le règne de Justinien (527-565). De plus, il se considère véritablement comme le successeur de celui qui tenta d'unifier les terres géorgiennes, et la perte de la Kakhétie et de l'Héréthie l'entraîne à chercher de nouveaux domaines au sud-ouest. C'est ainsi qu'il pense au Tao, ancien Royaume des Géorgiens et domaine héréditaire des premiers Bagrations, qui avait été légué par testament au Basileus Basile II par David le Curopalate, comme terme d'une punition en raison du soutien de ce dernier pour le rebelle Bardas Phocas, et dont une partie fut offerte par Constantinople à Bagrat III.

Depuis l'an 1000, Basile II est en guerre totale contre les Bulgares (d'où son surnom, Bulgarochtone) et n'a donc guère le temps de s'occuper de la Géorgie. Pour cette raison, Georges Ier envahit une première fois le patrimoine contesté dès 1015/1016, sans recevoir de réponse militaire directe de la part de l'empereur. Toutefois, Aristakès Lastivertsi rapporte un échange épistolaire entre Basile et le monarque géorgien. Dans celle-ci, il est dit : 
« — Abandonne la portion de l'héritage du curopalate que j'avais donné à ton père, et contente-toi de régner dans ton patrimoine.
— De ce que le prince mon père a possédé, je ne cèderai pas une seule maison à personne. »
À la suite de ce refus, Basile II intervient directement, en dépit de ses difficultés en Bulgarie, mais le renouvellement de l'alliance entre Koutatissi et le principal ennemi de Byzance, le Califat fatimide (contre qui l'empereur byzantin avait mené une guerre entre 992 et 995), repousse une première fois les troupes grecques. Toutefois, en 1018, la Bulgarie est totalement soumise aux armes byzantines. Le tsar des Bulgares Prousjanos II est détrôné et la Bulgarie faite province de l'empire d'Orient. Un peu plus tard, le Calife Al-Hakim bi-Amr Allah meurt et son fils Ali az-Zahir, trop inexpérimenté pour penser à la Géorgie, lui succède. Georges Ier se retrouve à nouveau seul dans le cadre international et le Basileus envoie toutes ses troupes contre lui. Les deux armées se rencontrent alors dans les plaines de Bassiani, en Tao, mais Georges Ier bat en retraite, brûle la ville d'Oltissi pour faire dévier le chemin des Grecs, avant de se faire rattraper à Cola. Non loin de là, au village de Shirimni, l'arrière-garde géorgienne est attaquée par l'avant-garde byzantine, à la suite de quoi s'ensuit une bataille féroce le 11 septembre 1021, bataille remportée difficilement par les troupes de Basile II, qui est par ailleurs présent lui-même au cœur du champ de bataille, après la mort des plus grands généraux géorgiens de l'époque. Les troupes géorgiennes quittent en vitesse la région pour se réfugier en Samtskhe, mais les Byzantins les poursuivent encore et ravagent la Djavakheti, avant d'incendier la ville d'Artani.

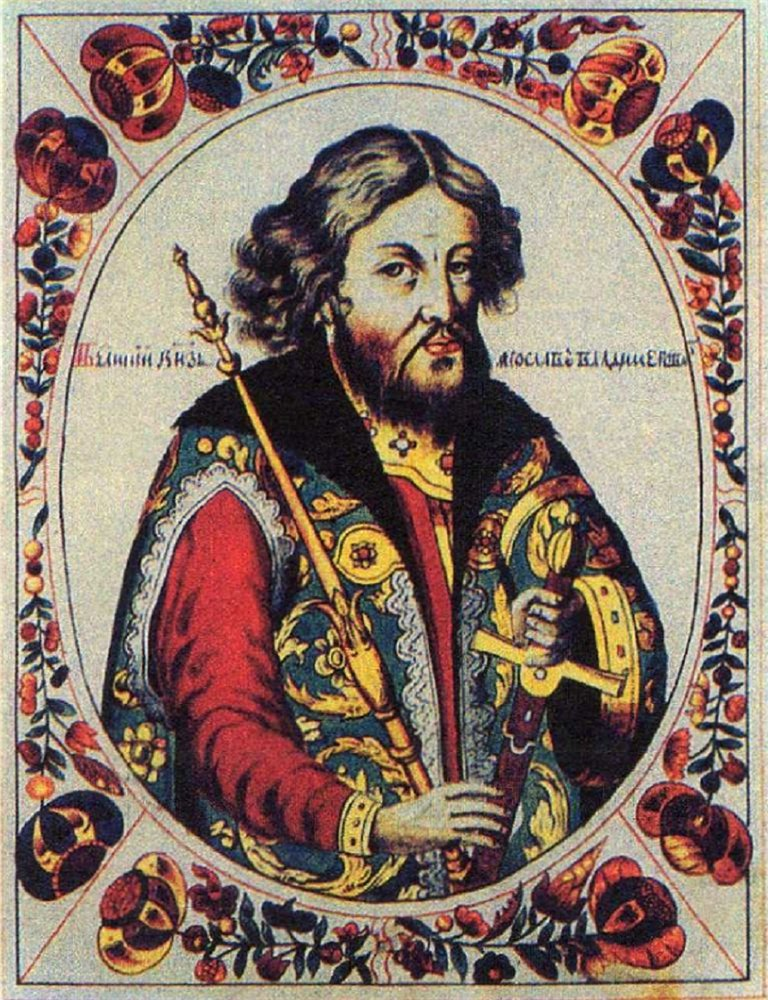
Iaroslav le Sage, Grand-prince de Kiev qui envoya ses troupes à Basile II pour combattre la Géorgie

Un jeu de poursuite se déroule par la suite. Du Samtskhe, à la vue de l'approche des armées ennemies, Georges Ier se replie sur la région de Trialeti. Une fois arrivé sur place, il ne laisse pas aux soldats de Constantinople le temps d'arriver ; entre-temps, son camp est renforcé par des soldats en provenance de Kakhétie-Héréthie et des montagnes du Grand Caucase. Basile II part à son tour en déroute et campe à Artani pour l'hiver, période dont il profite pour dévaster la région en représailles. Plus tard, il établit son camp sur le territoire de l'empire même, près de Trébizonde, où il reçoit la soumission de Hovhannès-Smbat III d'Arménie, pourtant vassal de la Géorgie, et où ont lieu les premières tentatives de négociations avec la Géorgie. C'est à la même période que le Vaspourakan est cédé à Byzance par le roi Sénéqérim-Hovhannès menacé par les Seldjoukides. La Géorgie se retrouve encerclée et, en dernier recours, intervient dans les affaires intérieures de l'ennemi.
En effet, en 1022, le stratège d'Anatolie Nicéphore Xiphias (un général byzantin de l'époque qui s'est notamment distingué lors de la guerre contre les Bulgares) se révolte conjointement avec son homonyme Nicéphore Phocas (surnommé « Au Col Tors »), fils de l'ancien rebelle Bardas Phocas, contre l'empereur Basile II. Officiellement, la raison de cette révolte est le fait que les deux Nicéphore n'ont pas été appelés par Constantinople pour mener la campagne de Transcaucasie ; mais en réalité, le véritable instigateur de la rébellion est Georges Ier de Géorgie, qui a su profiter de la jalousie des généraux byzantins. Toutefois, le 11 septembre 1022, un an jour pour jour après la défaite de Shirmni, les révoltés sont définitivement vaincus par Basile qui les traîne à Constantinople. Le Basileus a compris qui se trouve derrière la révolte et se tourne une nouvelle fois contre le monarque géorgien, qui doit accepter une paix forcée.
Georges envoie alors le prince Zviad Liparitisdze avec de nombreuses troupes à la rencontre de l'empereur byzantin et en profite pour occuper à nouveau le Tao, durant l'hiver 1022-1023. À la suite des conseils de perfides seigneurs géorgiens, Georges Ier ordonne d'attaquer les troupes constantinopolitaines. Le roi rejoint en personne son armée dans la plaine de Bassiani et une bataille féroce s'engage. La partie grecque de l'armée ennemie est vaincue mais les bataillons en provenance de la Rus' de Kiev continuent durement le combat, jusqu'à vaincre totalement les Géorgiens, dont plusieurs seigneurs et combattants périssent. Les pourparlers de paix reprennent et un traité est finalement conclu entre Basile II et Georges Ier. D'après les termes de ce traité, le jeune prince Bagrat, fils aîné du roi et âgé de trois ans, est envoyé à Constantinople comme otage de l'empereur pendant trois ans. La Géorgie doit également renoncer à quatorze forteresses et à toute prétention sur les domaines de David le Curopalate. Koutatissi se retrouve désormais privé du Tao, de la Djavakheti, de la Chavcheti, des plaines de Bassiani et des villes d'Artani et de Cola. Cette première guerre byzantino-géorgienne s'achève ainsi par une victoire byzantine.

### Fin de règne et mort
Deux ans après la fin de la guerre, Basile II meurt, le 15 décembre 1025. Son frère Constantin VIII lui succède sur le trône impérial alors que la durée de trois ans durant laquelle le prince héritier Bagrat devait rester à Constantinople vient de s'achever. Mais Constantin ne le voit pas ainsi et demande au catapan d'Ibérie Nikita de reprendre le jeune Bagrat (alors âgé de six ans), qui se trouve malgré tout sur le territoire géorgien. Le catapan Nikita tente de récupérer le prince de force mais il est déjà trop tard : une armée géorgienne innombrable et prête à la bataille pour défendre le futur roi s'est placée devant lui.
Plus tard, le Catholicos-Patriarche de toute la Géorgie Melkisedec Ier (v. 1010 - 1033) se rend en personne à Constantinople pour ce qui peut être considéré comme les premières discussions entre Byzance et la Géorgie depuis la fin de la guerre. Là-bas, en tant qu'ambassadeur de son pays dans l'empire, il achète dans le Tao les villages de Zadvareki, d'Orota et un autre dont le nom est inconnu. En Chavcheti, Naghvarevi est également pris, de même que Tontio en Djavakheti, Orotan dans la région de Cola, Makharovani à Phanavari et Nakalakevi et Berdadzoni en Sacoeti. Toutes ces terres sont plus tard attribuées à l'Église orthodoxe géorgienne.
Encore deux ans plus tard, le 16 août 1027, le roi Georges Ier meurt en voyage dans la région de Trialeti, dans le village de Mkinvarni (aussi nommé Itsroni ou Vironi). Son corps est ramené à Koutatissi où il est enterré. D'après les Chroniques géorgiennes, tout le pays le pleure, car il avait, durant son règne, surpassé tous ses ancêtres dans toutes les qualités possibles. Son fils, alors âgé de sept ans, est reconnu et proclamé roi de Géorgie, sous le nom de Bagrat IV.

## Héritage

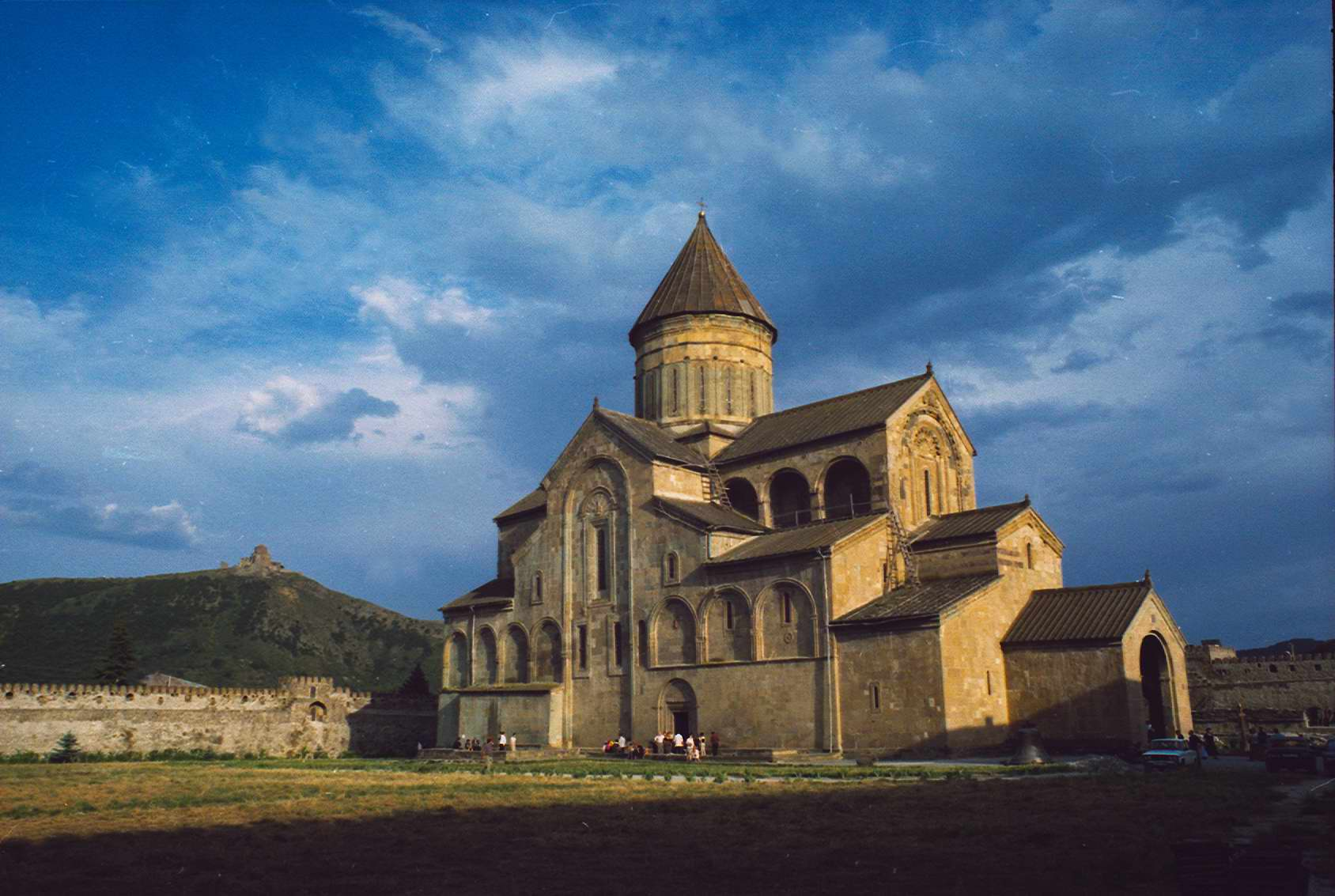
Cathédrale de Svétitskhovéli

Le roi Georges Ier laisse à sa mort un héritage douteux. D'un côté, il a laissé un tiers de ses territoires tomber aux mains des nobles, mais diplomatiquement, il a véritablement surpassé son père, en faisant de celui qui est censé être son ennemi le plus proche (Kviriké III de Kakhétie), un allié fidèle qui l'aide dans ses campagnes futures. Diplomatiquement, il réussit également à prendre en main les affaires intérieures de son voisin arménien, mais passe aussi des alliances qui lui permettent d'éviter une première invasion de la part de Byzance. Toutefois, ce même ennemi brave tous ces dangers pour envahir le sud-ouest géorgien en 1021-1023. Mais cela n'empêche pas son lointain descendant du XVIIIe siècle Vakhoucht Bagration de le vénérer au point de lui faire une grande louange, retrouvée dans les Chroniques géorgiennes : 
« [...] Le roi Giorgi mourut, jeune encore et rempli de toutes sortes de qualités. Nul, parmi ses ancêtres ne s'était montré son égal en énergie, en héroïsme, en générosité, en perfections du corps et du visage, en habileté à gouverner. Il mourut [...] laissant tous les peuples de ses domaines royaux en proie à l'affliction, chacun regrettant sa bonté, son héroïsme, sa bravoure. »
Les traces du règne de Georges Ier sont bien peu nombreuses aujourd'hui. La principale est véritablement la construction de la cathédrale de Svétitskhovéli (« Pilier Vivant ») sur le site de l'ancienne église en bois construite sous la protection des souverains ibères Mirian III et sa femme Nana, au IVe siècle. C'est donc à partir de Georges Ier que la presque totalité des futurs rois géorgiens sont sacrés dans la ville de Mtskheta, ancienne capitale administrative et désormais capitale religieuse de la Géorgie. En effet, Svetistskhoveli était le siège officiel des Catholicos-Patriarches de toute la Géorgie jusqu'à 2004 quand il est transféré à la cathédrale de la Trinité de Tbilissi (Sameba).

### Mariage et descendance
Georges Ier de Géorgie s'est marié une première fois avec Mariam Arçrouni, fille cadette du roi Sénéqérim-Hovhannès de Vaspourakan, qui s'est allié avec le monarque géorgien lors de l'affaire arménienne. D'après les sources, le mariage se produit avant 1018, date de la naissance du premier enfant du couple. Ensemble, donc, le couple a eu quatre enfants (la parenté des trois filles n'est pas sûre) :
- Bagrat IV (1018-1072), roi de Géorgie de 1027 à 1072 ;
- Gourandoukht, épouse de Smbat Bagratouni, fils de David Ier de Lorri[34] ;
- Kata ;
- Marthe, morte jeune.

Par la suite, une seconde union a été avancée avec Alda, la fille d'un roi des Alains. La thèse de ce mariage n'est pas certaine, car la répudiation de la reine Mariam n'a jamais été relevée par les sources géorgiennes, certains auteurs byzantins comme géorgiens nomment Alda « femme » de Georges Ier. Mais il est écrit dans les Chroniques géorgiennes que Mariam et Georges étaient toujours unis en 1026, lors du retour de leur fils Bagrat de Constantinople. Il est donc plus probable qu'Alda n'est guère plus qu'une concubine du roi de Géorgie, ce qui peut se comprendre si l'on considère la vassalité des Alains vis-à-vis de la Géorgie. En tout cas, il est sûr qu'au moins un fils naquit de cette union :
- Démétrius (mort après 1053), usurpateur à deux reprises (1035 à 1040 et 1047 à 1053).